# Dromornithidae
Dromornithidae é uma família extinta de aves não-voadoras da ordem Anseriformes. Endêmica da Austrália, ocorreu do Oligoceno ao Pleistoceno, quando foram extintas juntamente com o restante da megafauna australiana.
A alimentação dessas aves é um mistério. Enquanto algumas, como o Genyornis, aparentam ter tido uma alimentação essencialmente herbívora, outras como o Dromornis stirtoni, podem ter sido carnívoras. E há ainda outras que podem ter sido onívoras ou carniçeiras. O Dromornis stirtoni foi possivelmente a maior ave que já viveu.

## Nomenclatura e taxonomia
A família foi descrita por Max Fürbringer em 1888, que a incluiu em uma ordem própria, a Dromornithiformes, dentro da Paleognathae. Murray e Megirian (1998) com base em características osteológicas craniais classificaram-na dentro da ordem Anseriformes, como o clado-irmão da família Anhimidae.
A família possui 5 gêneros e 7 espécies:
- Gênero †Barawertornis Rich, 1979
  - †Barawertornis tedfordi Rich, 1979
- Gênero †Bullockornis Rich, 1979
  - †Bullockornis planei Rich, 1979
- Gênero †Dromornis Owen, 1872
  - †Dromornis australis Owen, 1872
  - †Dromornis stirtoni Rich, 1979
- Gênero †Genyornis Stirling & Zietz, 1896
  - †Genyornis newtoni Stirling & Zietz, 1896
- Gênero †Ilbandornis Rich, 1979
  - †Ilbandornis lawsoni Rich, 1979
  - †Ilbandornis woodburnei Rich, 1979